# (321) Florentina
(321) Florentina és un asteroide pertanyent al cinturó d'asteroides descobert el 15 d'octubre de 1891 per Johann Palisa des de l'observatori de Viena, Àustria.
Està nomenat per Florentine Palisa, filla del descobridor.
Forma part de la família asteroidal de Coronis.